# За північним вітром
За північним вітром (англ. At the Back of the North Wind) — дитячий фентезійний роман, який написав шотландський письменник Джордж Макдональд. Виходив з 1868 року в дитячому журналі Good Words for the Young, окремою книгою вийшов 1871 року. Фантастична пригода про хлопчика Даймонда та його пригоди з Північним Вітром. Вночі Даймонд подорожує з таємничою Леді Північний Вітер. До книги увійшла казка «Маленьке Денне світло», яка була видана як самостійна книга, а також додана до іншої збірки його казок.

## Сюжет
Книга розповідає історію маленького хлопчика Даймонда. Він дуже добрий, приносить радість усюди, куди б не прийшов. Він бореться з відчаєм та буденністю й приносить до своєї родини радість. Одного разу вночі, коли він намагається спати, Даймонд неодноразово декілька разів закриває отвір у стінній мансарді (і у своїй спальні), щоб зупинити вітер, який дує звідти. Однак він незабаром дізнається, що це дує Північний вітер, щоб побачити його через вікно. Даймонд подружиться з ним, а Північний вітер дозволяє йому злетіти, беручи його для декількох пригод. Хоча Північний вітер робить добрі справи й допомагає людям, він також робить, здавалося б, страшні речі. За одним зі своїх завдань, він повинен потопити корабель. Але все, що він робить, здавалося б поганого, веде до чогось хорошого. «Північний вітер», здається, є уявленням про біль і смерть, які працюють згідно з Божою волею для чогось хорошого.

## Теми
У цій книзі Макдональд торкається багатьох богословських і філософських питань, особливо теодицеї. Сьогодні цей роман вважається одним з шедеврів Макдональда. За словами сина і біографа Макдональда Гревіла Макдональда, є багато схожого між Даймоном та власним сином Макдональда Морісом, який помер у юному віці. Здається, що Даймонд уособлює Христа, завжди намагаючись допомогти іншим, і тим самим не повністю належить цьому світу.

## Скорочене видання
У 1914 році Ліпкінкотт опублікував версію «Спрощена для дітей» від Елізабет Льюїс. Ця нова версія скоротила оригінальну довжину прибл. з 89339 слів до 27 605 слів. Ілюстратором цього видання була Марія Л. Кірк.